# Trichoncus trifidus
Trichoncus trifidus är en spindelart som beskrevs av Denis 1965. Trichoncus trifidus ingår i släktet Trichoncus och familjen täckvävarspindlar.
Artens utbredningsområde är Portugal. Inga underarter finns listade i Catalogue of Life.